# Évangile de la reine Mlké
L'évangile de la reine Mlké (arménien : Մլքե թագուհու ավետարան) est un manuscrit de l'évangile, enluminé de miniatures arméniennes, datant de 862,.

## Histoire
Selon la note du colophon, le manuscrit a été compilé en 311 du calendrier arménien, à partir du lundi 28 du mois de décembre, jusqu'au jeudi 6 février, c'est-à-dire pendant 39 jours. Quelques années plus tard, le manuscrit est donné à la reine Mlké, seconde épouse du roi de Vaspourakan par Gagika Artsrouni (908 — 943), et reçoit alors son nom actuel. Certains historiens prétendent que le manuscrit avait déjà été réalisé à Vaspourakan sur commande d'un membre de la famille des Arçrouni,, mais ces affirmations ne sont pas suffisamment étayées. En 922, la reine Mlké a offert l'évangile au monastère de Varagavank. De là, à partir de 1208, il a changé de détenteur à plusieurs reprises, puis a été renvoyé au monastère.
En 1830, il a été offert à la Congrégation des pères mékhitaristes de Venise par un habitant de la ville de Akhaltsikhé dénommé Grégoire Nersissian, et y est conservée jusqu'à aujourd'hui à la bibliothèque des anciens manuscrits de San Lazzaro degli Armeni, à Venise.

## Description

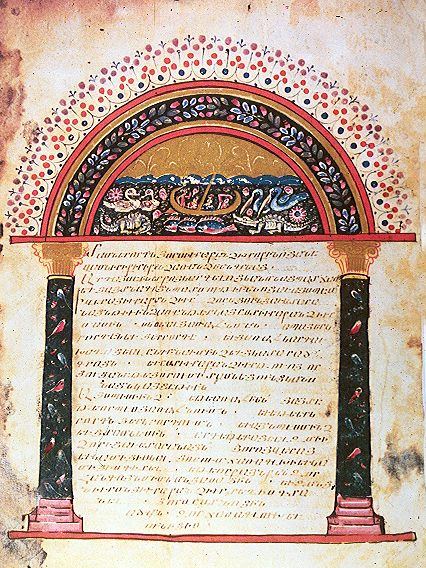
Miniature avec bateau égyptien, des crocrodiles et des lotus sur l'arcade d'un canon eusébien.

L'évangile contient 464 parchemins écrits en caractères arméniens.

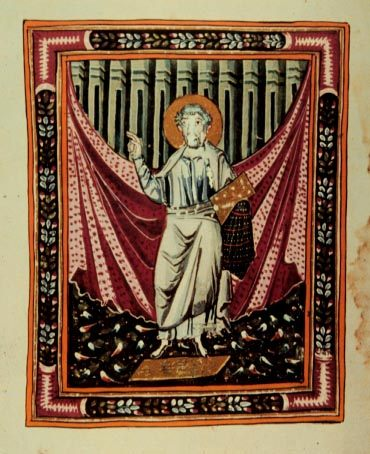
Saint-Jean dans l'évangile de la reine Mlké

Parmi les documents illustrés conservés se trouvent : six parchemins (trois sont des lettres à Carpien), trois des canons, quatre portraits d'évangélistes et une représentation de l'Ascension du Seigneur. Les tympans au-dessus des canons se distinguent par la monumentalité du dessin de leur structure. Deux saints sont debout (Jean et Luc), et deux sont assis (Mathieu et Marc). Des traces d'iconoclasme sont visibles sur les figures de ces personnages historiques. Les styles de l' époque hellénistique et des églises antéchalcédoniennes sont entrelacés sur les décorations des parchemins. Dans les tympans des deux canons sont représentés des paysages du Nil rappelant le style des représentations de l'école d'Alexandrie de miniatures byzantines. D'autres détails remontent à des motifs plus anciens de l'antiquité,,. Les traces d' art byzantin se remarquent également dans la représentation de l'ascension du Seigneur. Les anges placés des deux côtés du Christ portent des vêtements royaux byzantins (une chlamyde pourpre et une tunique blanche ainsi que des chaussures rouges, ainsi que dans les portraits de Mathieu et de Marc. L'influence des miniatures byzantines est avérée, cependant elle est limitée et ne remplace pas entièrement le style local. Certaines caractéristiques sont proches de celles des évangiles grecs du Stravroniketa (manuscrit № 43), mais dans l'ensemble les miniatures sont plus proches des images à caractères oriental. Т. Izmaïlova voit dans les illustrations de l'évangile de la reine Mlké un parallèle arménien à l'art de la renaissance carolingienne , dans laquelle les traditions antiques et byzantines sont également liées. La miniature de l Ascension laisse toutefois sans réponse plusieurs détails et nouveautés provenant d'une tradition iconographique nouvelle et encore inconnue.

## Signification et études
Du point de vue artistique, l' évangile de la reine Mlke est l'un des spécimens les plus importants de la culture arménienne de son époque. Le manuscrit est bien connu des milieux universitaires arméniens et il a été étudie notamment par des spécialistes tels que Josef Strzygowski, F. Makler, Kurt Weitzmann, Sirarpie Der Nersessian, Т. Izmaïlova.
Le texte du manuscrit a été publié en 1966 sous les références:
Janashian M., Miniature arménienne de la bibliothèque du monastère de San‐Lazzaro, Partie 1, Venise, 1966